# Dôlé
Dôlé exhibida también como Dôlé (L’argent) es una película estrenada en Francia el 10 de enero de 2001, coproducción de Francia y Gabón, dirigida por Imunga Ivanga según su propio guion, escrito en colaboración con Philippe Mory y Freddy N'Zong Beng. El título del filme es la palabra que en la variante dialectal mpongwe significa ‘’dinero’’, probablemente como derivación del vocablo ‘’dólar’’.

## Sinopsis
Cinco adolescentes de Libreville abandonados a su suerte que en forma cotidiana realizan robos menores deciden asaltar el quiosco de Dôlè, el nuevo juego de lotería de gran éxito y empiezan a planificarlo. Uno de ellos está cada vez más preocupado por la salud de su madre y ya deben decidir la fecha del robo.

## Comentarios
Timeout comentó:

”…conmovedor aunque un cuento un poco confuso y cauteloso…dado sus humildes recursos, la película podría haberse beneficiado con mejores actuaciones. Una historia más ajustada también habría ayudado. Mejor por el esfuerzo que por el logro, pero embarcado generalmente  en una actitud amoral.”

Laurence Halouche en Le Figaro Magazine opinó:

”…Emoción, sin aditivo. Pura y limpia como todo lo que está  filtrado por el pudor.

Brigitte Baudin Le Figaroscope escribió:

”…Imunga Ivanga muestra en su película una juventud en la búsqueda de sus referencias, privada de apoyo familiar, tratando de sobrevivir como pueda, con los medios de los que dispone. Unaficción que tiene valor de documental.

Guillaume Tion en MCinéma.com dijo:

”…por sus actores, su trama, su realización multiforme…es una película atrayente y representativa de un cine gabonés tratando de salir de su marasmo.

Sandrine Berrette  en Repérages expresó:

”…con una economía de medios, el realizador consigue filmar los sueños de evasión de estos jóvenes dejados a la deriva en Libreville. La cámara capta con sinceridad lo cotidiano de personajes que se vuelven atractivos-

## Festivales y premios
La película fue seleccionada para ser exhibida en el Festival Internacional de Cine de Róterdam que se llevará a cabo entre el 24 de enero y 4 de febrero de 2018.
Ha ganado los premios siguientes:
- Gran Premio especial del Jurado Cannes Junior, festival de Túnez (Tanit d'Or) de 2000
- Premio al mejpr guion en el Festival panafricano del Cine y Television festival de Amiens, festival de Innsbruck
- 2002 Festival de Nueva Cork
- Premio Tanit d'Or en el Festival de Cine de Cartago de 2000.
- Premio de la Diócesis de Milán en el Festival de Cine Africano de Milán.
- Premio al mejor guion en el Festival de Cine y Televisión Africanos de Uagadugú de 2001.